# Franck Jurietti
Franck Jurietti (ur. 30 marca 1975 w Valence, we Francji) – francuski piłkarz grający na pozycji obrońcy.
Franck Jurietti jest piłkarzem, który zanotował najkrótszy występ w reprezentacji Francji. 12 października 2005 zagrał pięć sekund w zwycięskim 4:0 meczu z Cyprem. Jest zawodnikiem Girondins Bordeaux.